# Alouette II

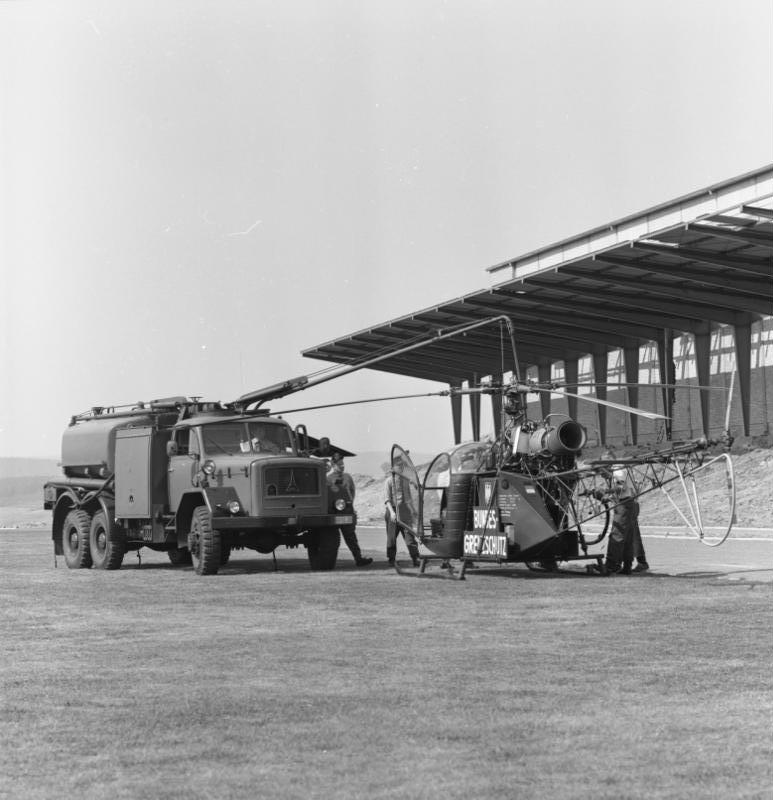
SE.3130 Alouette II beim Betanken, 1964

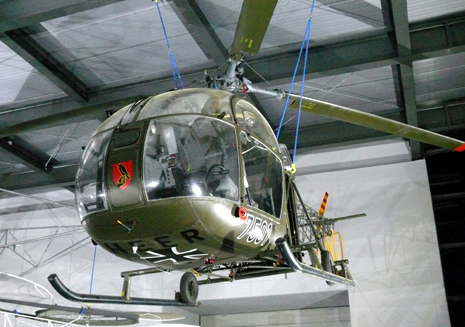
SE.3130 Alouette II der Heeresfliegertruppe (Bundeswehr) im Hubschraubermuseum Bückeburg

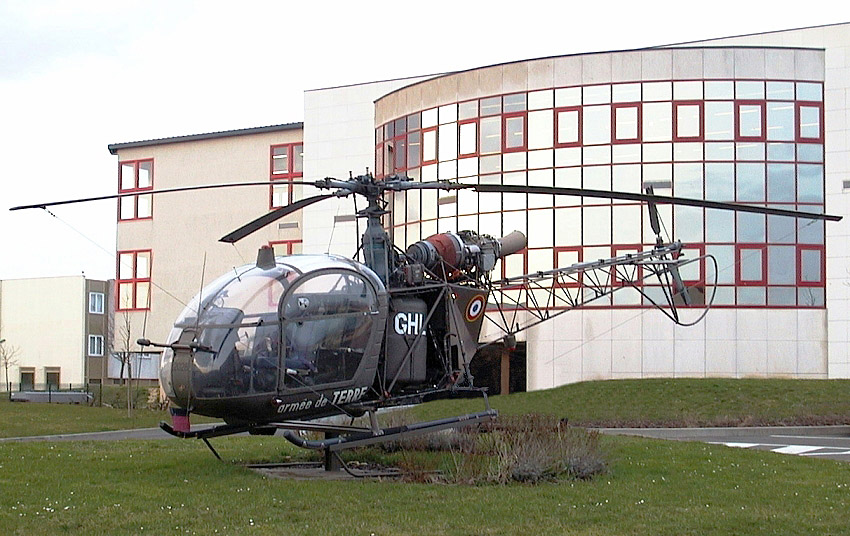
Französische SE 313

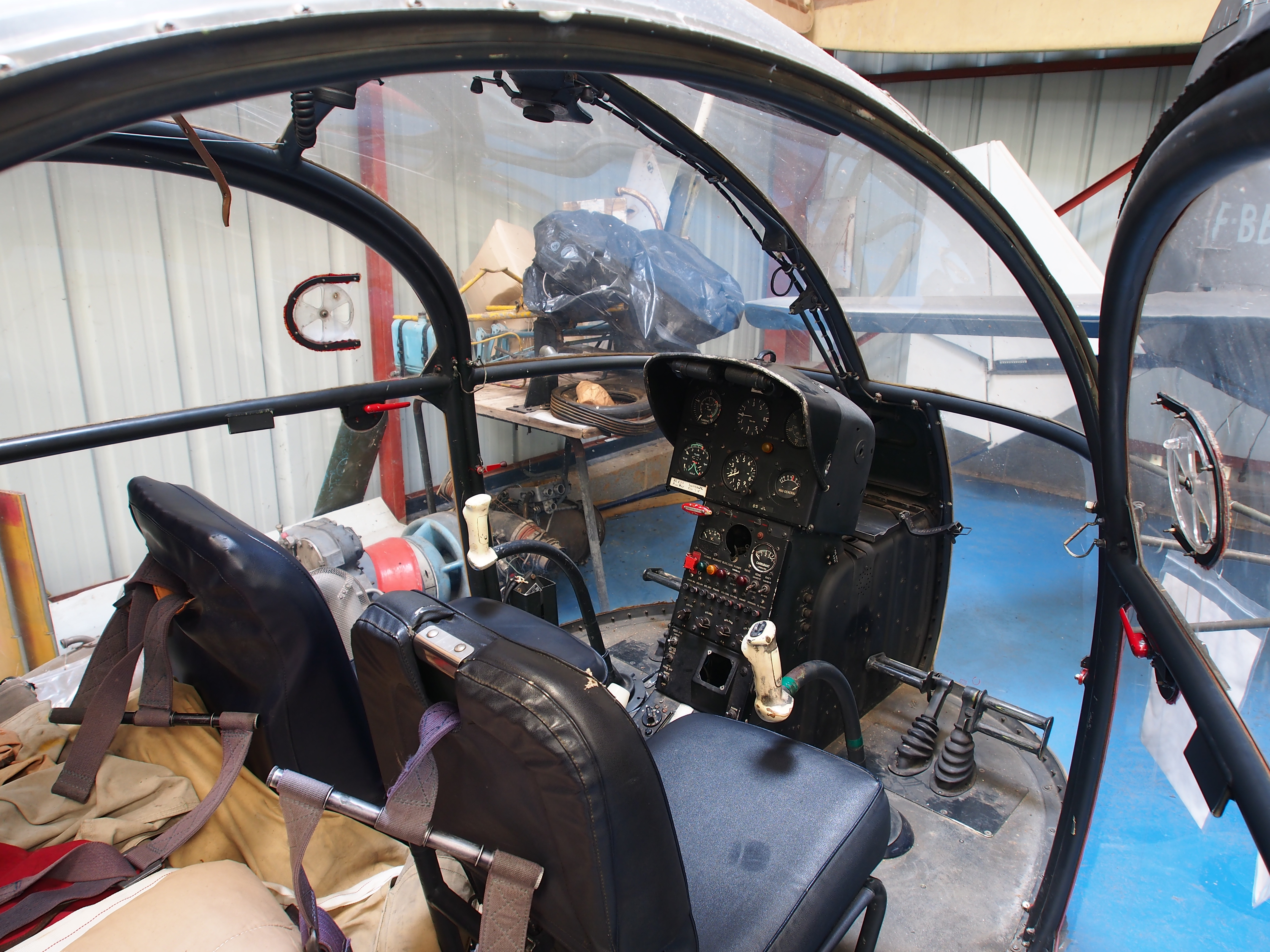
Cockpit einer Alouette II

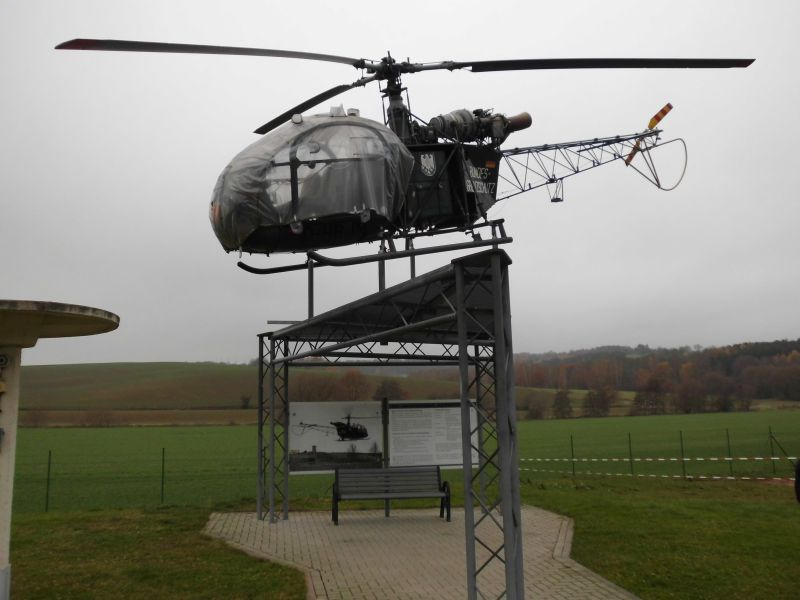
Alouette des BGS im Grenzlandmuseum Eichsfeld

Die Aérospatiale SE.3130 bis SA-318C Alouette II ist ein Hubschrauber aus französischer Produktion. Sie war einer der ersten in Serie gefertigten Hubschraubertypen seit der Entwicklung flugfähiger und gebrauchstauglicher Hubschrauber mit Gasturbinentriebwerk.

## Beschreibung
Die Alouette (französisch für Lerche) II Sud-Est SE.3130 wird von einer Turbomeca Artouste-II-Wellengasturbine, die Sud-Aviation SA-318C von einer Turbomeca Astazou-IV-Wellengasturbine angetrieben. Das Hersteller-Konsortium Aérospatiale fertigte die Alouette II mit einem Kufenlandegestell, Dreiblatt-Hauptrotor und einem Zweiblatt-Heckrotor.
In der Konzeption entsprach die Alouette II der zweisitzigen Alouette mit dem Kufenfahrwerk, welche aber noch mit einem Kolbenmotor ausgerüstet war und von der nur zwei Prototypen gebaut worden waren.
Bis auf einige Streben zur Stabilisierung ist die räumlich vom Cockpit nicht getrennte Kabine voll verglast. Das Rumpfgerüst und der Heckausleger sind in Stahlrohrgerüstbauweise gefertigt und nicht verkleidet. Die fehlende Verkleidung gibt freie Sicht und gute Zugänglichkeit auf die Antriebselemente hinter der Kanzel. Die Alouette fand weite Verbreitung und Verwendung im Militär- und Zivilbereich zum Passagiertransport und als Beobachter, vor allem aber in der Flugausbildung (hier vor allem aufgrund der Ausführung mit nur einem Triebwerk zur Durchführung von Autorotationen). Früher nutzte man sie mitunter auch zum Patiententransport in der Luftrettung, aufgrund der beengten Platzverhältnisse aber eher sporadisch.
Als erstes Hubschraubermodell wurde die Alouette II bei zahlreichen deutschen Polizeihubschrauberstaffeln eingesetzt, unter anderem zur Einsatzführung und Grenzüberwachung beim Bundesgrenzschutz (heute Bundespolizei, bis Ende 2007), der deutschen Bundeswehr (bis Anfang 2006), den schweizerischen Firmen Air Zermatt und Air-Glaciers (insbesondere das Nachfolgemodell Lama), der Schweizer Luftwaffe, der türkischen Polizei, den französischen und belgischen Streitkräften und der argentinischen Luftwaffe.
Zur Schulung von Pilotennachwuchs ist die Alouette II besonders geeignet, weil die manuelle indirekte Steuerung Steuerfehler verzeiht und Fliegen ohne Automatik, das heißt mit nicht stabilisierter Steuerung, ermöglicht. Flugstabilisierende Elemente, wie sie bei modernen zweimotorigen Hubschraubern zu finden sind, fehlen bei der Alouette II. Dies führt dazu, dass der Pilot sehr aufmerksam und bewusst die Steuerungselemente handhaben muss und so ein gutes Gefühl bekommt, wie die Maschine auf die Bedienung der Steuerelemente reagiert.

## Militärische Nutzer
- Angola
- Argentinien
- Belgien: 39
- Belgisch-Kongo
- Benin
- Biafra
- Bolivien
- Brasilien
- Chile
- Demokratische Republik Kongo: 3
- Deutschland: 301

davon Heer: 267
- Dschibuti
- Dominikanische Republik: 2
- Ecuador
- El Salvador
- Elfenbeinküste: 2
- Finnland: 2
- Frankreich

Französische Streitkräfte: 394
- Guinea-Bissau
- Indien: 250+ Lizenzbauten durch HAL als Cheetah
- Indonesien: 3
- Israel: 4
- Kambodscha: 8
- Kamerun: 5
- Katanga: 2
- Laos: 2
- Libanon: 3
- Marokko: 14
- Mexiko: 2
- Nepal
- Niederlande: 8
- Österreich: 16
- Pakistan: 40+
- Peru: 6
- Portugal: 8
- Republik Kongo
- Rhodesien: 6
- Rumänien: 2
- Schweden: 25
- Schweiz: 30 Ab 1960 sah die Truppenordnung «Leichte Fliegerstaffeln» vor. Zehn ab 1959 vorhandene Alouette II wurden 1961 der Leichtfliegerstaffel zugeteilt. Für deren weitere Ausrüstung wurde im Frühjahr 1963 ein Kredit beantragt für die Beschaffung von weiteren 20 Alouette II sowie neun Stück Alouette III.[3]
- Senegal
- Südafrika: 7
- Südkorea
- Südvietnam: 2
- Togo
- Tunesien: 8
- Türkei
- Vereinigtes Königreich

British Army: 17
- Zentralafrikanische Republik

## Technische Daten

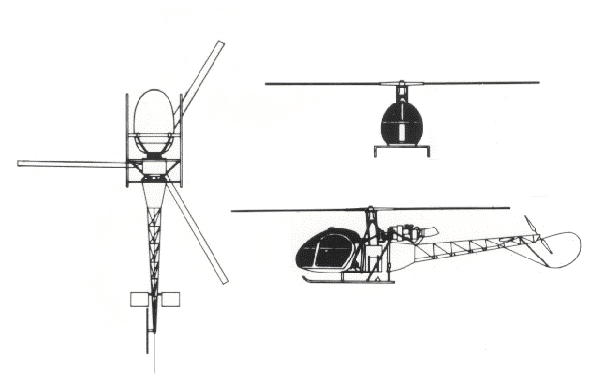
Dreiseitenansicht

| Kenngröße                   | Daten                                             |
| --------------------------- | ------------------------------------------------- |
| Besatzung                   | 1                                                 |
| Passagiere                  | 4                                                 |
| Länge                       | 9,70 m                                            |
| Hauptrotordurchmesser       | 10,20 m                                           |
| Höhe                        | 2,75 m                                            |
| Leermasse                   | 895 kg                                            |
| max. Startmasse             | 1650 kg (SA 318C)                                 |
| Antrieb                     | 1 × Gasturbine Turboméca Artouste II A oder II A2 |
| Leistung                    | 299 kW / 406 WPS                                  |
| Höchstgeschwindigkeit       | 185 km/h                                          |
| Reichweite                  | 450 km (nur max. 2 Personen)                      |
| max. Einsatzflughöhe        | 4500 m                                            |
| Anfangssteiggeschwindigkeit | 4,2 m/s                                           |